# Тетвель (Нижнекамский район)
Тетвель (тат. Тетвел) — село в Нижнекамском районе Татарстана. Входит в состав Сосновского сельского поселения.

## География
Находится в центральной части Татарстана на расстоянии приблизительно 51 км по прямой на юго-запад от районного центра города Нижнекамск на речке Тетвелька.

## История
Основано не позднее XVIII века. В 1887 году открыта земская школа. В начале XX века действовала Александра Невского.

## Население
Постоянных жителей было: в 1859—639, в 1897—1087, в 1908—1105, в 1920—1172, в 1926—822, в 1938—773, в 1949—636, в 1958—511, в 1970—405, в 1979—248, в 1989—150, в 2002 − 111 (русские 89 %), 87 в 2010.